# Templo de Anahita
El templo de Anahita (en persa: معبد آناهیتا o پرستشگاه آناهیتا‎) es el nombre de uno de los dos sitios arqueológicos en Irán que se cree que fueron construidos para la veneración de la antigua deidad Anahita. El más grande y más conocido de los dos se encuentra en Kangāvar, en la provincia de Kermanshah, y el otro en Bishapur.
Los restos en Kangavar revelan un edificio de carácter helenístico y, sin embargo, muestran diseños arquitectónicos persas. Las enormes dimensiones del zócalo, por ejemplo, que miden poco más de 200 m de lado, y sus cimientos megalíticos, que hacen eco de las plataformas de piedra aqueménidas, «constituyen elementos persas». Esto es respaldado por las «dos escaleras laterales que ascienden a la plataforma de piedra masiva que recuerda las tradiciones aqueménidas», en particular la del Palacio de Apadana en Persépolis.

## Disputa sobre su delimitación
Existe controversia entre los académicos a la hora de identificar la estructura principal en el sitio. La Encyclopædia Iranica al respecto concluye:

Hasta que se realicen más excavaciones detalladas, no se podrán declarar juicios definitivos sobre la función de la plataforma de Kangavar.

La excavación comenzó en 1968, momento en el cual la «gran estructura con sus grandes columnas jónicas sobre una alta plataforma de piedra» había sido asociada con un comentario de Isidoro de Cárax, que se refiere a un «templo de Artemisa». Las referencias a Artemisa en Irán generalmente se interpretan como referencias a Anahita, y en consecuencia, se ha creído comúnmente que el sitio era un «templo columnar dedicado a Anahita».
Karim Pirnia, uno de los partidarios de esta teoría, cree que la construcción pertenece al estilo de Partia, que se sometió a renovaciones en el período sasánida. Warwick Ball considera que la estructura «es una de las mejores obras de arquitectura parta» que tiene una «forma de templo romano oriental», con énfasis arquitectónico en los témenos. Al igual que Arthur Upham Pope (1965, 1971), Ball (2001) también está de acuerdo en que el templo arquitectónicamente «recuerda las tradiciones aqueménidas». Estos y otros académicos continúan examinando el sitio como posiblemente atribuido a la deidad Anahita.
En 1981, un informe de un excavador del sitio, Massoud Azarnoush, afirmó que la construcción «no tenía las características necesarias que pudieran identificarlo como un templo». Ali Akbar Sarfaraz, anterior jefe del equipo de arqueología de la Universidad de Teherán, comparte esta opinión. La teoría popular sostenida por este grupo es que la ruina es de un «palacio sasánida tardío».

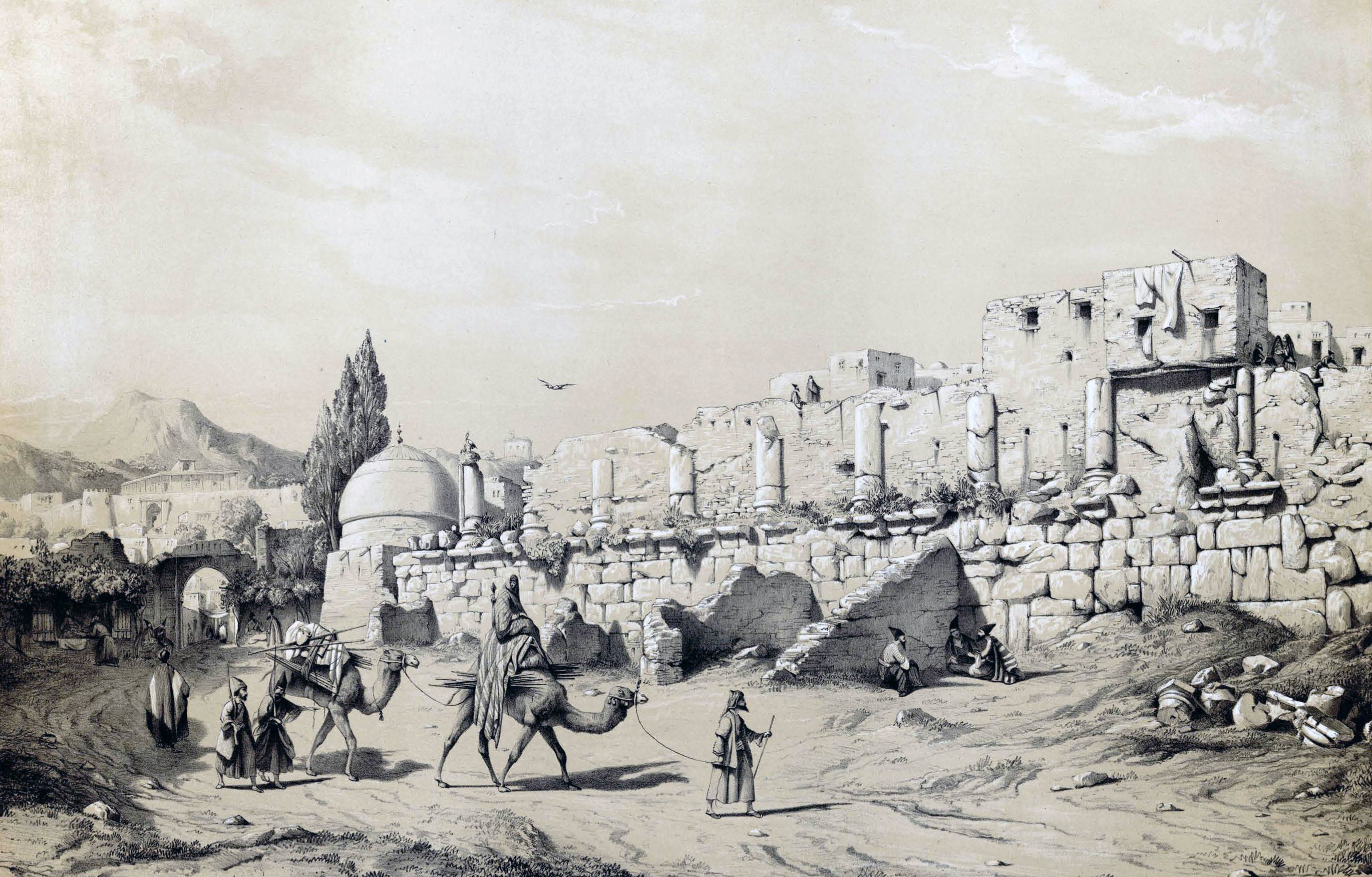
Dibujo por Eugène Flandin, c. 1840. Hizo mención del edificio como "el templo griego".

Finalmente, un tercer grupo sostiene que el sitio se construyó originalmente en el período aqueménida y sufrió varias fases de construcción. De este grupo, uno puede mencionar al arqueólogo S. Kambakhsh Fard.

## Disputa sobre su fecha de construcción
Originalmente, 200 a. C. se propuso como la fecha de construcción del sitio. «Bajo los partos cualquier influencia occidental observable puede ser una supervivencia del período helenístico, que es la razón por la cual el monumento de Kangāvar una vez fue aceptablemente fechado como Partia temprano, mientras que las investigaciones recientes demostraron que era sasánida tardía».
En este sentido, Warwick Ball sin embargo dice:

Estudios anteriores favorecieron una fecha seléucida, con algunos sugiriendo una fecha aqueménida para la plataforma. Una fecha en el período de los partos ha sido más generalmente favorecida por motivos estilísticos, pero las excavaciones recientes encontraron evidencia de gran construcción sasaniana. Sin embargo, los témenos con columnatas son diferentes en casi todos los aspectos de la arquitectura sasaniana. Probablemente, el templo sufrió numerosos períodos importantes de reconstrucción, tal vez con una fecha del siglo II dC para los témenos con columnatas, y una gran reconstrucción sasánida del edificio del santuario interior.